# انتخابات ریاست‌جمهوری اوکراین (۲۰۱۹)

انتخابات ریاست‌جمهوری اوکراین (انگلیسی: 2019 Ukrainian presidential election) در ۳۱ مارس ۲۰۱۹ برگزار شد. در این انتخابات هیچ‌کدام از کاندیداها اکثریت مطلق آراء را کسب نکردند، لذا دور دوم نیز در ۲۱ آوریل برگزار شد.
در مجموع ۳۹ کاندیدا در این انتخابات شرکت کردند. در تاریخ ۹ فوریه پایان دوره ثبت نام ۴۴ نامزد به‌طور رسمی برای انتخابات ثبت نام کردند. تا ۷ مارس، پنج نامزد از انتخابات ریاست جمهوری خارج شدند. روز ۷ مارس آخرین روز انصراف نامزدها برای شرکت در انتخابات بود. یکی از نامزدها در ۱۶ مارس از انتخابات کناره‌گیری کرد.
۳۴٬۵۴۴٬۹۹۳ نفر واجد شرایط رای دادن در انتخابات بودند. اما تقریباً حدود ۱۲ درصد از رای‌دهندگان واجد شرایط با توجه به الحاق کریمه به فدراسیون روسیه در سال ۲۰۱۴ و اشغال بخش‌هایی از استان دونتسک و استان لوهانسک، در انتخابات شرکت نکردند. در حالی که هیچ کاندیدایی اکثریت مطلق آرا را کسب نکرده بود، در روز ۲۱ آوریل ۲۰۱۹، انتخابات برگزار شد و دو کاندیدا، ولودیمیر زلنسکی و رئیس‌جمهور فعلی، پترو پروشنکو به مصاف یکدیگر رفتند. بر اساس نظرسنجی‌ها و نتایج اولیه از کمیسیون مرکزی انتخابات، در دور دوم زلنسکی که حزبی را با نام «خادم مردم» تأسیس کرده بود و با شعار مبارزه با فساد نامزد انتخابات ریاست‌جمهوری اوکراین (۲۰۱۹) شد با حدود ۷۳/۱۹ درصد آراء برنده انتخابات ریاست‌جمهوری اوکراین (۲۰۱۹) گردید.
در مجموع ۲٬۳۴۴ ناظر بین‌المللی از ۱۷ کشور جهان و ۱۹ سازمان به‌طور رسمی برای نظارت در انتخابات ثبت نام کرده و ۱۳۹ سازمان غیردولتی اوکراین نیز به عنوان ناظر ثبت انتخابات ثبت نام و شرکت کردند.

## پیشینه
با توجه به قانون اوکراین، انتخاب رئیس‌جمهور اوکراین باید در ماه مارس در پنجمین سال ریاست جمهوری فعلی برگزار شود. بنابراین انتخابات ریاست جمهوری اوکراین (۲۰۱۹) در ۳۱ مارس ۲۰۱۹ برگزار گردید.